# Gunung Lurus
Gunung Lurus är ett berg i Indonesien.   Det ligger i provinsen Jawa Timur, i den västra delen av landet, 800 km öster om huvudstaden Jakarta. Toppen på Gunung Lurus är 510 meter över havet, eller 299 meter över den omgivande terrängen. Bredden vid basen är 3,7 km.
Terrängen runt Gunung Lurus är varierad. Havet är nära Gunung Lurus norrut. Runt Gunung Lurus är det ganska tätbefolkat, med 207 invånare per kvadratkilometer. Närmaste större samhälle är Besuki, 12,9 km öster om Gunung Lurus. 